# Блажен
Блажèн е особена категория светец. Поради различията между католическата и православната църква, в понятието се влагат различни значения.
- Католическата църква нарича „блажена“ личността, за която тече процес на беатификация, т.е. още не е причислена към лика на светиите, но с голяма вероятност това да стане факт до няколко години. Пример – папа Йоан Павел II.

- За Православната църква „блажени“ са тези светци, които имат регионално или конфесионално значение, но все още не е утвърден общ канон за тяхното прославяне – например Августин Блажени, Блажени Йероним и т.н.